# Stasin (Sokołów)
Pour les articles homonymes, voir Stasin.
Stasin  [ˈstaɕin] est un village polonais de la gmina de Sabnie dans le powiat de Sokołów et dans la voïvodie de Mazovie, au centre-est de la Pologne.